# Simon Flexner

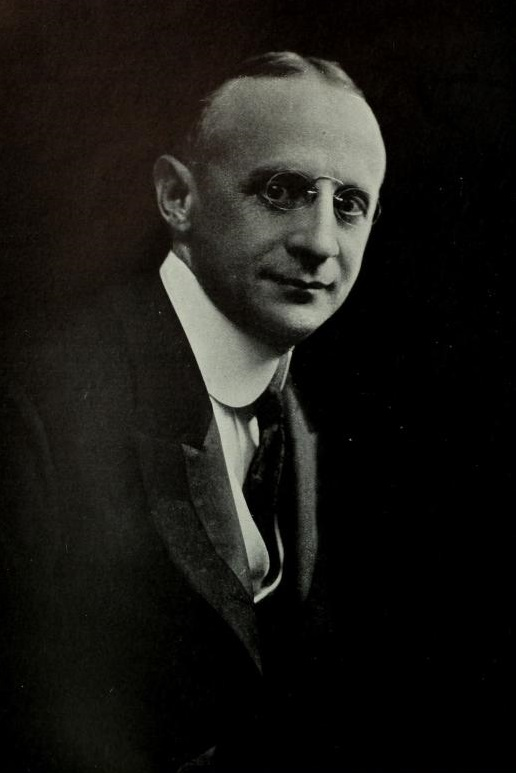

Simon Flexner, (25 mars 1863 à Louisville, Kentucky – 2 mai 1946) est médecin, scientifique, administrateur et professeur de pathologie expérimentale à l'université de Pennsylvanie (1899–1903).

## Biographie
Fils d'immigrants juifs allemands, Simon Flexner obtint ses diplômes de médecine à l’Université de Louisville en 1889, et obtint un poste d'assistant à la faculté de médecine de l’Université Johns Hopkins jusqu'à ce qu'en 1899, l'Université de Pennsylvanie lui offre sa chaire de pathologie.

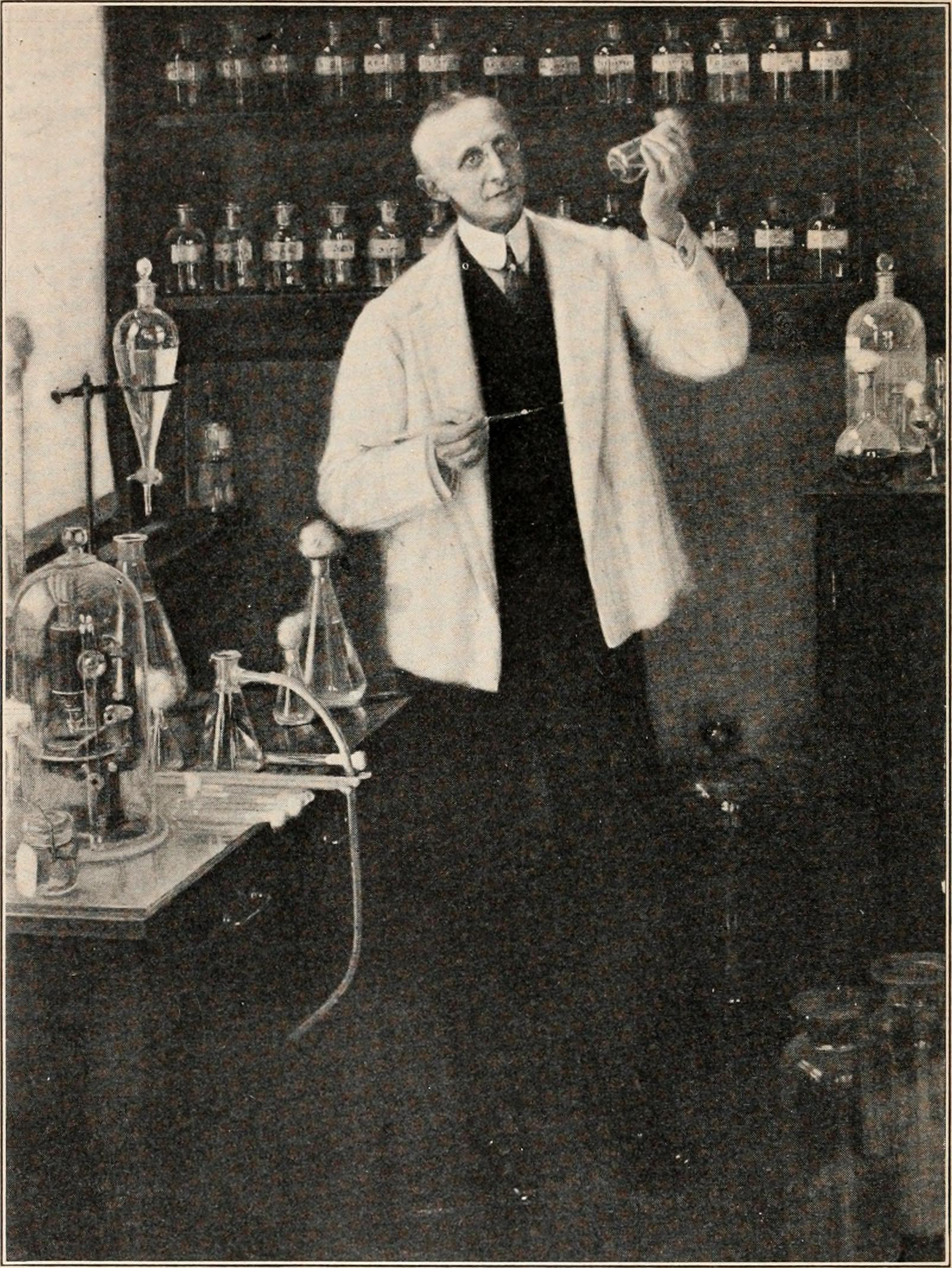
Le Dr Flexner en couverture du magazine Popular Science Monthly (1912).

Il y enseigna jusqu'en 1903, tout en assurant la direction de l’Institut Rockefeller pour la Recherche médicale, fonction qu'il endossa jusqu'en 1935. Par ses relations et ses recherches, il fit la connaissance du philanthrope John D. Rockefeller. Flexner fut élu à l’American Philosophical Society (1901).
Au mois de décembre 1907, Flexner prononça à l’université de Chicago une conférence sur les « Perpectives de la Pathologie », où il annonçait qu'« il serait possible, dans un proche futur, de remplacer par chirurgie les organes malades (y compris les artères, l'estomac, les reins et le cœur) par des organes sains. » Parmi les réalisations les plus importantes de Flexner, il faut citer des études sur la poliomyélite et le développement du traitement sérique pour la méningite. En outre, il a été le premier à décrire les rosettes Flexner-Wintersteiner, une découverte caractéristique dans le rétinoblastome, un type de cancer. En 1911, Flexner fut récompensé du prix Cameron de Thérapeutique de l'Université d’Édimbourg.
De 1910 à 1914, il fut membre du conseil de la Fondation Carnegie pour la promotion de l'enseignement.
Parmi ses assistants de laboratoire se trouvaient Alice Hamilton,, Hideyo Noguchi et Cornelius Rhoads, futurs directeurs du Memorial Sloan-Kettering Cancer Center. Il persuada en outre l'anatomiste français Alexis Carrel de rejoindre l'Institut Rockefeller en 1905.
L'espèce de bactéries Shigella flexneri a été nommée en l'honneur de Simon Flexner.